# Kanclerzowice (przystanek kolejowy)
Kanclerzowice – dawny wąskotorowy przystanek osobowy w Kanclerzowicach, w gminie Żmigród, w powiecie trzebnickim, w województwie dolnośląskim, w Polsce. Położona na linii Żmigród Wąskotorowy – Przedkowice. Został otwarty w 1894, a zamknięty w 1991 roku.